# マイケル・ロペス＝アレグリア
マイケル・ロペス＝アレグリア（Miguel Eladio "LA" Lopez-Alegria、1958年5月30日-）は、スペイン系アメリカ人の宇宙飛行士である。3度のスペースシャトルと1度の国際宇宙ステーションのミッションに参加した。10回の宇宙遊泳を行ったことで知られている。また、第14次長期滞在中に5回の宇宙遊泳を行い、これは単一ミッション中の宇宙遊泳回数の最多記録である。

## 背景
ロペス＝アレグリアはスペインのマドリードで生まれ、カリフォルニア州ミッション・ヴィエージョで育った。アメリカ海軍に入隊し、海軍兵学校及び海軍大学院で1980年と1988年に工学の学位を取得した。海軍ではスペインのロタに配属され、2番目に大きな105人の部隊を率いた。彼はスペイン軍と多くのつながりを持ち、スペインのメディアでもよく知られる人物となった。

## ミッションの記録
彼の宇宙飛行士としての最初のミッションは1995年のSTS-73だった。その後、2000年にSTS-92、2002年にSTS-113に参加した。
2006年9月18日、彼はバイコヌール宇宙基地からソユーズTMA-9で打ち上げられ、翌日19日にISS機長として第14次長期滞在のドッキングを成功させた。第14次長期滞在では、彼は5度の宇宙遊泳を行い、2007年4月21日に地球に帰還した。
ロペス＝アレグリアは宇宙遊泳の回数（10回）と合計時間（67時間40分）のアメリカ記録を持っている。前の記録保持者のジェリー・L・ロスは9回、58時間18分だった。また、世界でもロシアのアナトリー・ソロフィエフの16回に次ぐ記録である。2007年4月2日に、彼はアメリカの宇宙飛行士として単一ミッションでの宇宙滞在時間記録も更新した。4月21日に地球に帰還した時点で、単一のミッションの長さは215日になった。（世界最長は、ワレリー・ポリャコフが1994年から1995年にミールで記録した437日間である。）

## 宇宙遊泳のリスト

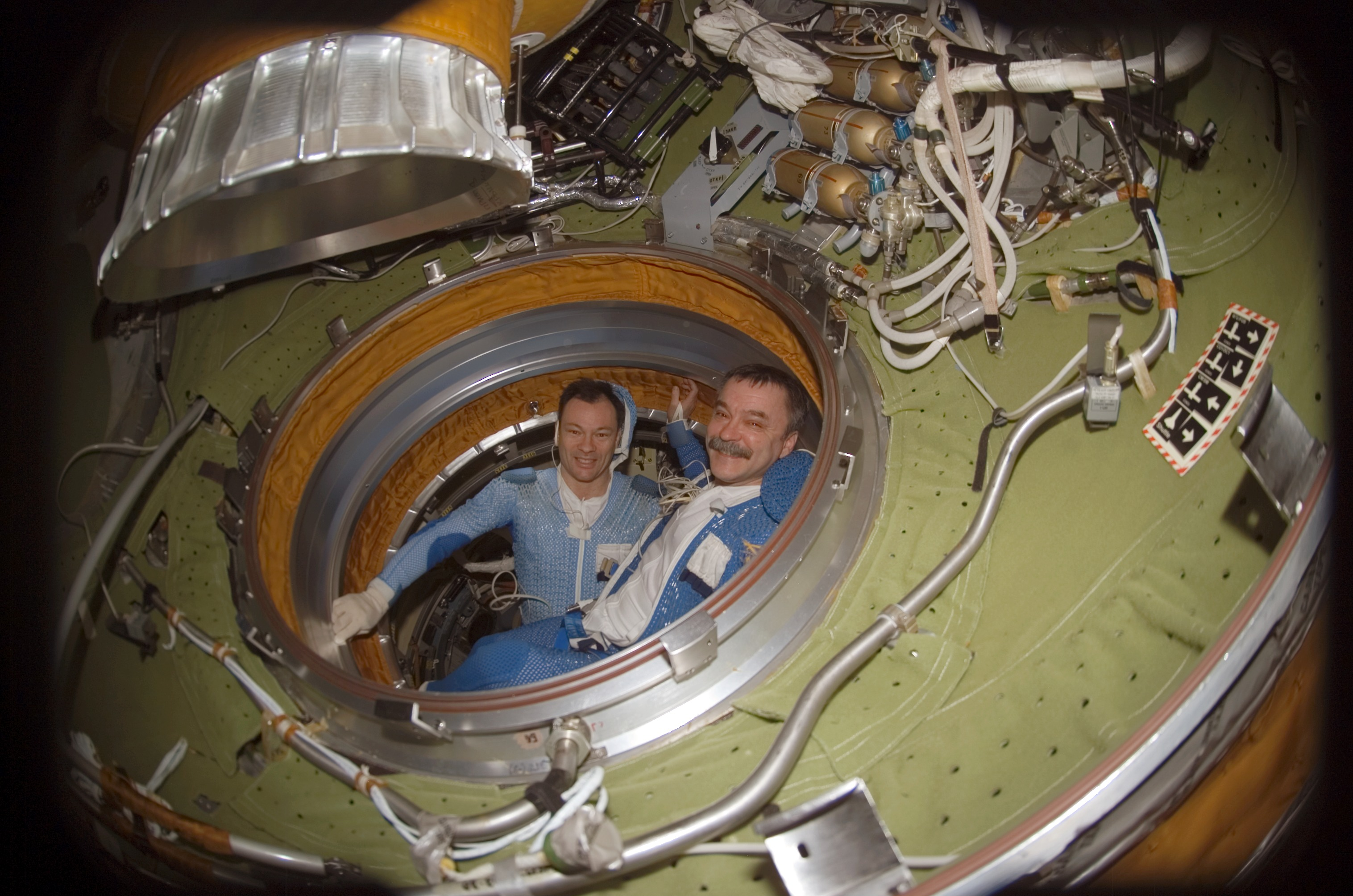
2007年2月、ピアースで宇宙遊泳の準備をするロペス＝アレグリア（左）とミハイル・チューリン（右）

- 2000年10月16日　7時間07分　STS-92
- 2000年10月18日　6時間56分　STS-92
- 2002年11月26日　6時間45分　STS-113
- 2002年11月28日　6時間10分　STS-113
- 2002年11月30日　7時間00分　STS-113
- 2006年11月22日　7時間39分　第14次長期滞在
- 2007年01月31日　7時間55分　第14次長期滞在
- 2007年02月04日　7時間11分　第14次長期滞在
- 2007年02月07日　6時間39分　第14次長期滞在
- 2007年02月22日　6時間18分　第14次長期滞在